# Detlef Lohse

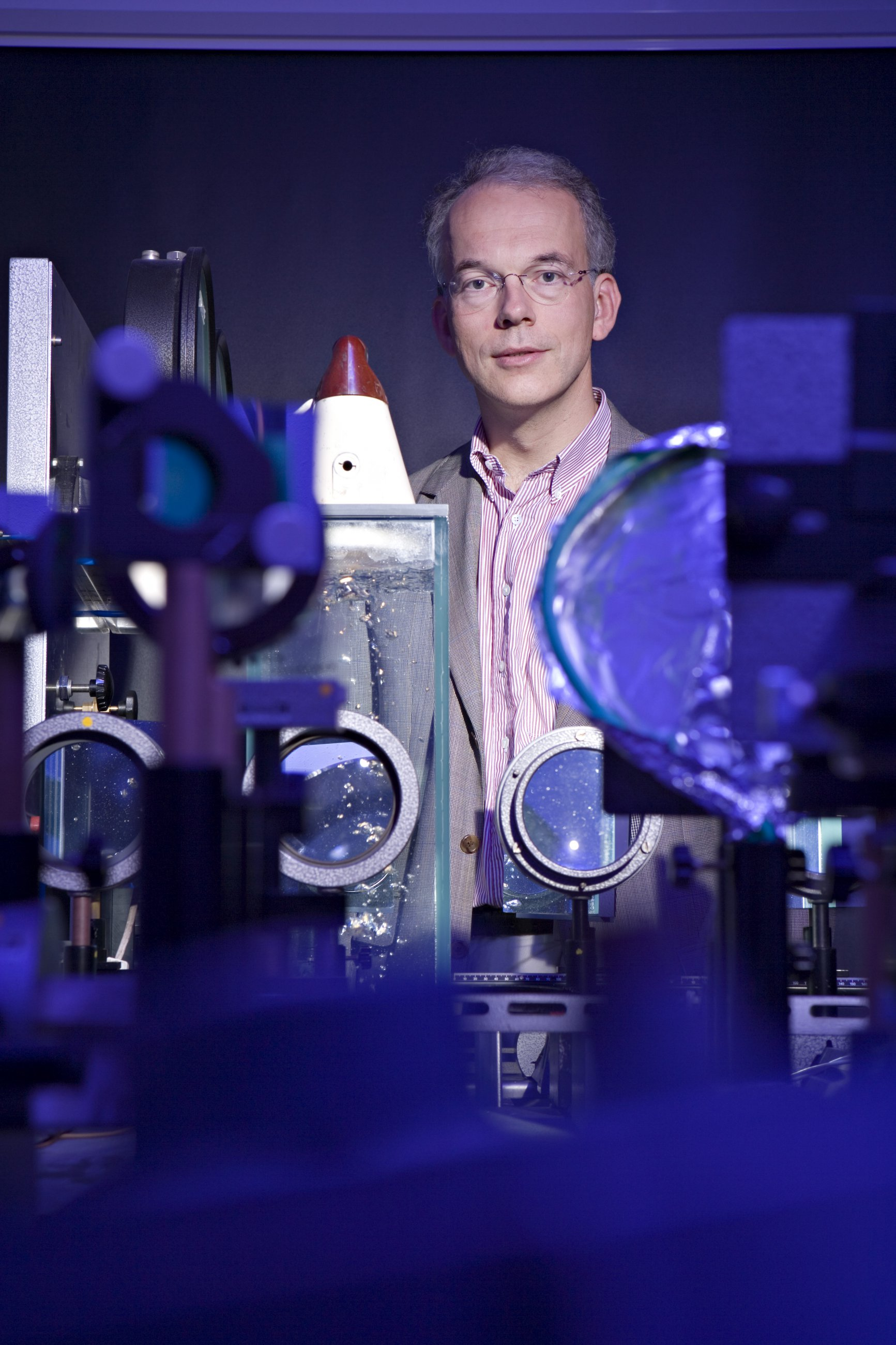
Detlef Lohse (2005)

Detlef Lohse (* 15. September 1963 in Hamburg) ist ein deutscher Physiker, der sich mit Hydrodynamik beschäftigt.

## Leben und Werk
Lohse studierte Physik an den Universitäten Kiel und Bonn (als Stipendiat der Studienstiftung des Deutschen Volkes seit 1985), wo er 1989 sein Diplom machte (Pion-Pion-Interaction), ausgeführt an der Kernforschungsanlage Jülich. 1992 promovierte er an der Universität Marburg bei Siegfried Großmann „summa cum laude“ (Fully developed turbulence) und habilitierte sich dort 1997 (Sonoluminescence- a hydrodynamic approach). Dazwischen war er 1993 bis 1995 als Post-Doc am James Francklin Institute der University of Chicago bei Leo Kadanoff und Forschungsassistent an der Universität Marburg. 1998 war er als Heisenberg-Stipendiat an der Ludwig-Maximilians-Universität München bei Herbert Wagner. Seit 1998 ist er Professor für Hydrodynamik an der Universität Twente in Enschede.
Lohse forschte unter anderem über Sonolumineszenz, Blasendynamik und Kavitation, Skalierung in turbulenter thermischer Konvektion, Mikro- und Nanofluidik, granulare Materie (unter anderem über Treibsand und Einschlagkrater), Zwei-Phasen Strömung, Ultraschall-Akustik. Er arbeitet sowohl theoretisch als auch experimentell. Bekannt ist er vor allem für die Aufklärung des Phänomens der Single-Bubble-Sonolumineszenz. Lohse und Ko-Autoren konnten ein Phasendiagramm des Phänomens erstellen und erklären das Leuchten als thermische Bremsstrahlung. Lohse erforscht auch Anwendungen zum Beispiel in Tintenstrahldruckern, in der Medizin (Blasen-Injektion, Verhalten von in Tröpfchen vorliegendem Kontrastmittel bei diagnostisch eingesetztem Ultraschall) sowie die intensive Schallerzeugung beim Kollaps von Kavitationsblasen, die vom schnellen Zuschnappen der Scheren von Knallkrebsen erzeugt werden (von Lohse und Kollegen Shrimpoluminescence getauft, da sie ein Leuchten bei diesem Phänomen nachweisen konnten).

## Auszeichnungen und Mitgliedschaften
1997 erhielt er den Heinz-Maier-Leibnitz-Preis. 2005 erhielt er den Spinoza-Preis und 2009 den Simon Stevin Mastership Prize. 2010 wurde er von der Königin zum Ritter in den Orde van de Nederlandse Leeuw ernannt. Seit 2002 ist er Mitglied der Leopoldina. Seit 2005 ist er Mitglied der Königlich-Niederländischen Akademie der Wissenschaften. Er ist seit 2002 Fellow der American Physical Society (insbesondere für seine Aufklärung der Sonolumineszenz) und seit 2004 des Institute of Physics. Er ist im wissenschaftlichen Rat des Lorentz Centers in Leiden und 2002 bis 2005 im Rat der Niederländischen Physikalischen Gesellschaft. Seit 2007 ist er im Executive Board der FOM (Stichting voor Fundamenteel Onderzoek der Materie). Er ist unter anderem Mitherausgeber von Journal of Fluid Dynamics, Nonlinearity, Physica D, Physical Review E, Journal of Statistical Mechanics Theory and Experiment, Journal of Turbulence. Lohse ist seit 2015 „Auswärtiges Wissenschaftliches Mitglied“ der Max-Planck-Gesellschaft am Max-Planck-Institut für Dynamik und Selbstorganisation (Göttingen). 2017 wurde er in die National Academy of Engineering gewählt und erhielt den Hydrodynamik-Preis der American Physical Society. 2018 verlieh ihm die Fondazione Internazionale Premio Balzan „für seine herausragenden Beiträge in verschiedenen Bereichen der Fluiddynamik“ den Balzan-Preis. 2019 wurde ihm die Max-Planck-Medaille der Deutschen Physikalischen Gesellschaft zugesprochen. 2023 erhielt er für das Projekt Melting and dissolution across scales in multicomponent systems einen Advanced Grant des Europäischen Forschungsrates. Außerdem wurde er 2023 zum Fellow der Netherlands Academy of Engineering (NAE) ernannt. 2025 wurde Lohse zum Auswärtigen Mitglied der Royal Society gewählt.

## Schriften
- Bubble puzzles. Physics Today, 2003.
- mit Sascha Hilgenfeldt, D. Lohse Sonolumineszenz: Der Lichterzeugungsmechanisumus, Physikalische Blätter, Band 56, Nr. 2, 2000, S. 43–46, Online
- Sonolumineszenz, Physikalische Blätter, Band 51, 1995, S. 1087–1088, Online

## Verweise
1. ↑  Detlef Lohse im Mathematics Genealogy Project (englisch)
2. ↑  Michael Brenner, Sascha Hilgenfeldt, Lohse Single bubble sonoluminescence, Reviews of Modern Physics, Bd. 74, 2002, S. 425–484
3. ↑  Abstract eines Vortrags von Lohse Sonoluminescence: Illuminating bubbles
4. ↑  Lohse, Barbara Schmitz, Michael Versluis Snapping shrimp make flushing bubbles, Nature Bd. 413, 2001, S. 477
5. ↑  Reflection and action Detlef Lohse Simon Stevin Master 2009. 8. Oktober 2009, abgerufen am 7. Februar 2018.
6. ↑  Mitgliedseintrag von Prof. Dr. Detlef Lohse (mit CV) bei der Deutschen Akademie der Naturforscher Leopoldina, abgerufen am 17. Juli 2016.
7. ↑  siehe Professor Dr. Detlef Lohse ist jetzt auswärtiges wissenschaftliches Mitglied am Max-Planck-Institut für Dynamik und Selbstorganisation - Langjährige Zusammenarbeit mündet in Mitgliedschaft, 18. Juni 2015, abgerufen am 3. August 2015
8. ↑  APS Fluid Dynamics Prize for Detlef Lohse. Uni Twente, 4. Juli 2017, abgerufen am 7. Februar 2018.
9. ↑  Detlef Lohse – Balzan Preis 2018 für die Fluiddynamik. Fondazione Internazionale Premio Balzan, abgerufen am 16. September 2023.
10. ↑  Rubrik: Menschen. In: Physik Journal. Band 22, Nr. 5, Mai 2023, ISSN 1617-9439, S. 38 (pro-physik.de [abgerufen am 12. Mai 2023]).
11. ↑  Rubrik: Menschen. In: Physik Journal. Band 23, Nr. 1, Januar 2024, ISSN 1617-9439, S. 43–47 (pro-physik.de [abgerufen am 13. Januar 2024]).

| Personendaten    | Personendaten      |
| ---------------- | ------------------ |
| NAME             | Lohse, Detlef      |
| KURZBESCHREIBUNG | deutscher Physiker |
| GEBURTSDATUM     | 15. September 1963 |
| GEBURTSORT       | Hamburg            |